# Castorocauda
A Castorocauda („hódfarkú”) az emlősszerűek (Synapsida) osztályának Therapsida rendjébe, ezen belül a Docodontidae családjába tartozó nem.

## Tudnivalók
Ez a félig vízhez kötött emlősszerű élőlény ezelőtt 164 millió évvel élt, a jura korban. Maradványait a belső-mongóliai Tiaojishan Formation-ban fedezték fel. A nemből eddig, csak egy faj került elő, az úgynevezett Castorocauda lutrasimilis Ji et al., 2006. Az állat felfedezői és leírói: Qiang Ji, Chong-Xi Yuan, Zhe-Xi Luo és Alan Tabrum.
Ez a jura kori állat konvergens evolúciót mutat több ma is élő állattal, például: a kacsacsőrű emlőssel (Ornithorhynchus anatinus), a vidrával (Lutrinae) és a hóddal (Castoridae)
A farka lapított volt. Nem került elő az egész fogazata, csak az alsó állkapcsán levő fogai ismerjük: 4 metszőfog, 1 szemfog és 6 őrlőfog. A fogazata alapján a kutatók úgy vélik, hogy az állat halakkal és kis gerinctelenekkel táplálkozhatott. Testhossza 42,5 centiméter és testtömege 500-800 gramm; ezekkel a méretekkel a jura kor legnagyobb emlősszerűje lett. Testét szőrzet borította.
Korábban úgy vélték, hogy a dinoszauruszok idején az emlősök és emlősszerűek üreglakó lények voltak, amelyek csak igen ritkán merészkedtek a felszínre. De a Castorocauda, továbbá a tatuszerű Fruitafossor, a dinoszauruszokkal táplálkozó Repenomamus és a repülőmókus-szerű Volaticotherium állatoknak köszönhetően ez a vélemény már aligha érvényes.

### Fordítás
- Ez a szócikk részben vagy egészben  a   Castorocauda című angol Wikipédia-szócikk ezen változatának fordításán alapul.  Az eredeti cikk szerkesztőit annak laptörténete sorolja fel. Ez a jelzés csupán a megfogalmazás eredetét és a szerzői jogokat jelzi, nem szolgál a cikkben szereplő információk forrásmegjelöléseként.